# Véronique fausse pâquerette
Veronica bellidioides
Espèce
Classification phylogénétique
La véronique fausse pâquerette (Veronica bellidioides) est une petite plante herbacée vivace à fleurs bleues appartenant au genre Veronica et à la famille les Scrofulariacées dans la classification classique de Cronquist (1981) et actuellement à celle des Plantaginacées dans la classification phylogénétique.

## Description

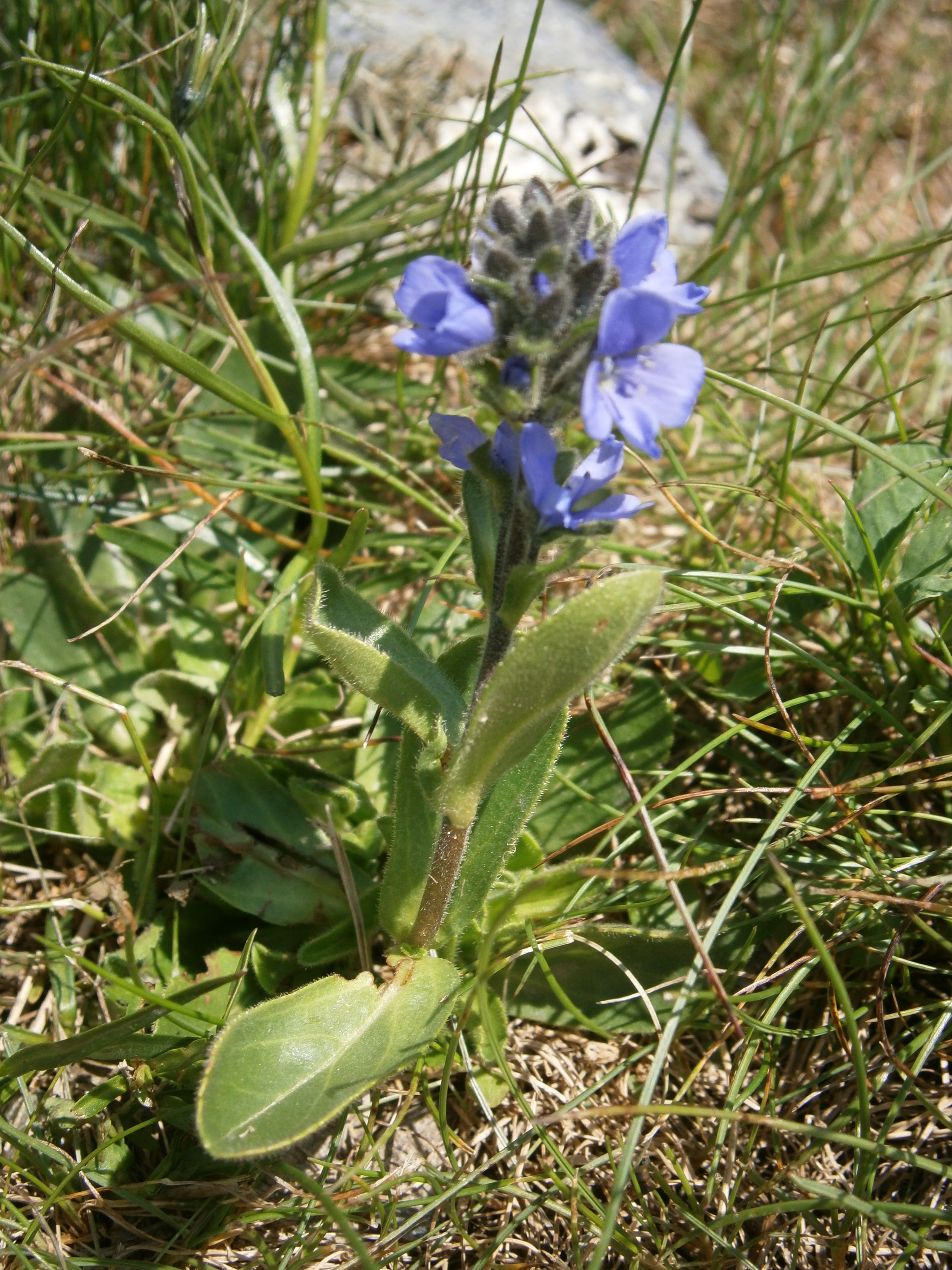
Plante entière

Plante haute de 5 à 20 cm, à la tige poilue, collante dans le haut. Les feuilles de la base, disposées en rosette, ressemblent à celles de la pâquerette.

## Distribution
Montagnes d'Europe centrale et méridionale. En France : Alpes et Pyrénées.

## Habitat
Pelouses, pâturages secs et rocailleux, aussi sous des arbustes nains. Sols acides, siliceux (espèce calcifuge). Altitude : de 1 700 à 3 000 m.